# 拉瑟格倫和西哈密爾頓 (英國國會選區)
盧森格林和西哈密爾頓（英語：Rutherglen and Hamilton West），英國國會蘇格蘭一郡選區，包括南拉納克郡一部。選區設於2005年。
本區當區議員一直為具工黨和合作黨雙重黨籍的人士。2010年大選湯姆·麥克阿沃伊以60.8%選票繼承湯姆·歸崔克斯的議席。